# Rafael arkangyal
Rafael arkangyal (héberül רפאל, kb: „Isten meggyógyított”, „Isten meggyógyít”, arabul: اسرافيل) a vándorok és utazók védője, mert Tóbiás könyvében Tóbiás utazótársa volt.
Rafaelt utazóként ábrázolják, szandálban, karján utazó köntösével és egyéb utazási felszereléssel, néha vízitökkel, és mint minden angyalnak, neki is szárnyai vannak.
A Rafael név jelentése a héber rapha: „gyógyítani” és az el: „Isten” szavakból alakult ki. Jelentése tehát „Isten gyógyít”, vagy más értelmezésben az „Isteni gyógyító”.
„Rafael vagyok, egy a hét angyal közül, aki mindig készen áll arra, hogy az Úr fölséges színe elé lépjen.” (Tób. 12, 15)